# ヘブライの女神
『ヘブライの女神』（The Hebrew Goddess）は、ユダヤ人の歴史家で人類学者のラファエル・パタイによる1967年の本であり、著者は、歴史的にユダヤ教には多神教の要素、特に女神の崇拝と地母神のカルトがあったと主張している。 

## 主張
『ヘブライの女神』は、考古学と文書の情報源を女性神の崇拝の証拠として解釈することによって、理論を補強している。この本で特定されているヘブライの女神には、アーシラト、アナト、アスタルト、アシマ、ソロモン神殿のケルビム、シェキナ、人格化された「安息日花嫁」が含まれる。
この本のその後の版は、最新の考古学的発見と、神とそのシェキナを結びつける統一の儀式の説明を含むように加筆された。
この本では、アーシラトの柱の像が初めて特定された。

## その他の出版物
3番目の拡張版は、1990年にウェイン州立大学出版局から出版された。 

## 書誌情報
- Patai, Raphael (1967). The Hebrew Goddess. ISBN 0-8143-2271-9